# Gerhard Caspar Bigeleben
Gerhard Caspar Bigeleben  (* 1701 in Menden; † 26. Oktober 1780 in Werl) war ein kurkölnischer Geheimer Rat und Offizial des geistlichen Hofgerichts zu Werl. 
Er stammte aus der später geadelten Familie Bigeleben, die auch das Gut Scheidingen besaß. Sein Vater war Johann Caspar (von) Biegeleben, Ratsherr in Menden. 
Er wurde Geistlicher und studierte zudem Rechtswissenschaften. Bigeleben war Scholaster des Kollegiatstifts St. Moritz in Münster und Kapitular des Stifts Meschede. 
Als Offizial des geistlichen Hofgerichts für das Herzogtum Westfalen in Werl saß er dem bedeutendsten Gericht des Herzogtums vor. 